# Халпахчи, Андрей Яковлевич
Андрей Яковлевич Халпахчи́ (укр. Андрі́й Я́кович Халпахчі́; род. 4 марта 1950, Киев) — украинский кинопродюсер, председатель Украинского кинофонда. Основной руководитель (генеральный директор) Киевского международного кинофестиваля «Молодость» (с 1992).

## Биография
Окончил Автодорожный институт (1972), аспирантуру Киевского инженерно-строительного института (1977). Кандидат технических наук, работал в этом институте доцентом.
С 1992 года возглавляет киевский Международный кинофестиваль «Молодость» .
В 1996 году открыл киноклуб «Диалог», где любители кино знакомились с произведениями ведущих мастеров украинской и мировой кинематографии.
Входил в список ТОП 100 — 2004 «Влиятельнейшие люди Украины» (журнал «КорреспонденТ»)
Член наблюдательного совета Международного благотворительного фонда «Украина 3000». 

## Награды
В 2009 году за значительный личный вклад в развитие украинского киноискусства, значительные творческие достижения, многолетний добросовестный труд Андрей Халпахчи награждён орденом «За заслуги» III степени.
24 октября 2015 года на торжественной церемонии открытия 45-го Киевского международного кинофестиваля «Молодость» посол Франции в Украине Изабель Дюмон вручила Андрею Халпахчи французский орден Искусств и литературы .
9 января 2020 года награждён кавалерским крестом ордена Звезды Италии.